# Sebiș
Sebiș (del húngaro: Borossebes) es una ciudad con estatus de oraș de Rumania en el distrito de Arad.

## Geografía
Se encuentra a una altitud de 137 m s. n. m. a 515 km de la capital, Bucarest.

## Demografía
Según estimación 2012 contaba con una población de 6 738 habitantes.
| 1948 | 1956 | 1966 | 1977  | 1992  | 2002  | 2012  |
| s/d  | s/d  | s/d  | 6 070 | 6 993 | 6 327 | 6 738 |